# Episodi di Navy Log (prima stagione)
La prima stagione della serie televisiva Navy Log è andata in onda negli Stati Uniti dal 20 settembre 1955 al 19 giugno 1956 sulla CBS.
In Italia è stata trasmessa da Rai 1 negli anni 1960, ma non fu replicato fino al 14 aprile 2013, quando Telecapri News lo trasmise in versione restaurata fino al 5 giugno dello stesso anno.
| nº | Titolo originale               | Prima TV USA      |
| -- | ------------------------------ | ----------------- |
| 1  | The Frogmen                    | 20 settembre 1955 |
| 2  | Hiya Pam                       | 27 settembre 1955 |
| 3  | The Leave                      | 4 ottobre 1955    |
| 4  | Home Is a Sailor               | 11 ottobre 1955   |
| 5  | The Phantom of the Blue Angels | 18 ottobre 1955   |
| 6  | Sky Pilot                      | 25 ottobre 1955   |
| 7  | Operation Three-In-One         | 1º novembre 1955  |
| 8  | Family Special                 | 8 novembre 1955   |
| 9  | The Captain's Choice           | 15 novembre 1955  |
| 10 | The Transfer                   | 22 novembre 1955  |
| 11 | Navy Corpsman                  | 29 novembre 1955  |
| 12 | The Pentagon Story             | 6 dicembre 1955   |
| 13 | The Pollywog of Yosu           | 13 dicembre 1955  |
| 14 | The Bishop of Bayfield         | 20 dicembre 1955  |
| 15 | Of Caution and Courage         | 27 dicembre 1955  |
| 16 | The Bomb                       | 3 gennaio 1956    |
| 17 | Dr. Van                        | 10 gennaio 1956   |
| 18 | Operation Typewriter           | 17 gennaio 1956   |
| 19 | The Gimmick                    | 24 gennaio 1956   |
| 20 | Demos the Grik                 | 31 gennaio 1956   |
| 21 | Little More Than a Brother     | 7 febbraio 1956   |
| 22 | Lunger at Kunsan               | 14 febbraio 1956  |
| 23 | Web Feet                       | 21 febbraio 1956  |
| 24 | The Helium Umbrella            | 28 febbraio 1956  |
| 25 | Ninety Day Wonder              | 6 marzo 1956      |
| 26 | The Fatal Crest                | 13 marzo 1956     |
| 27 | Not a Leg to Stand On          | 27 marzo 1956     |
| 28 | Men from Mars                  | 3 aprile 1956     |
| 29 | The First Shot                 | 10 aprile 1956    |
| 30 | The Beachcomber                | 17 aprile 1956    |
| 31 | Get Back Somehow               | 24 aprile 1956    |
| 32 | Rock Breaks Scissors           | 1º maggio 1956    |
| 33 | The Don Frost                  | 8 maggio 1956     |
| 34 | Bucket of Sand                 | 15 maggio 1956    |
| 35 | Sacrifice                      | 22 maggio 1956    |
| 36 | Night Landing                  | 29 maggio 1956    |
| 37 | The Plebe                      | 5 giugno 1956     |
| 38 | The Long Weekend               | 12 giugno 1956    |
| 39 | LST-999                        | 19 giugno 1956    |

## The Frogmen
- Prima televisiva: 20 settembre 1955

### Trama
- Interpreti: William Allyn, Paul Dubov (tenente Sawicki), Ross Elliott (Marcy), Michael Garrett, Morgan Jones, Robert Knapp, Harry Landers (McQuarrie), Robert Nichols (Kane), James Seay (Skipper)

## Hiya Pam
- Prima televisiva: 27 settembre 1955

### Trama
- Interpreti: John Archer (Skipper), Douglas Dick (tenente Thomas Hudner), Robert Easton (Hi-Boats), James Edwards (ensign Jesse Brown)

## The Leave
- Prima televisiva: 4 ottobre 1955

### Trama
- Interpreti: Holly Bane, Dan Barton, John Cliff, Jimmy Cross, Jack Grinnage, Dickie Jones, Stuart Whitman

## Home Is a Sailor
- Prima televisiva: 11 ottobre 1955

### Trama
- Interpreti: Wright King (Joey McAdams), Toni Gerry (Joanne Montgomery), Robert Shayne (Mr. Montgomery), Phillip Pine (Vic Meneke), Alan Dexter (tenente Cmdr. Masters), Joe Turkel (Norm), William Boyett (ufficiale of the Day), John Huffman (First Sailor), Walter Kelley (Second Sailor), Robert Carson (narratore (voice)

## The Phantom of the Blue Angels
- Prima televisiva: 18 ottobre 1955

### Trama
- Interpreti: Edward Binns, William Phipps, Paul Picerni

## Sky Pilot
- Prima televisiva: 25 ottobre 1955

### Trama
- Interpreti: Jimmy Baird (Martin Ertell Jr.), Dehl Berti (Master at Arms), Paul Burke (Sparks), Stanley Clements (Martin Estell), Frank Griffin (marinaio), Richard Karlan (detective), Dayton Lummis (Executive Officer), Tyler McVey (Monsignor Flaherty), Claire Meade (donna), Harry Townes (Chaplain)

## Operation Three-In-One
- Prima televisiva: 1º novembre 1955

### Trama
- Interpreti: Richard Benedict (Jake), Francis De Sales (Skipper), Lawrence Dobkin (Gunner), Henry Kulky (Cookie), Jack Larson, Art Lewis, Paul Smith

## Family Special
- Prima televisiva: 8 novembre 1955

### Trama
- Interpreti: Veda Ann Borg (Marge Kramer), Robert Carson (narratore), Dudley Dickerson, Beverly Garland (Sally), Clark Howat (dottore), Frank Kreig (Walt Kramer), Alyn Lockwood, Paul Smith (Hal), Leslie Turner, Beverly Warren, Yvonne White, Stephen Wootton

## The Captain's Choice
- Prima televisiva: 15 novembre 1955

### Trama
- Interpreti: Chick Chandler (capitano), James Dobson (Zaki), Gregg Palmer (Executive Officer), Jon Shepodd (ensign Jerome Walker)

## The Transfer
- Prima televisiva: 22 novembre 1955

### Trama
- Interpreti: John Alvin (tenente Hagen), Rodney Bell (Chief), William Bryant (Personnel Officer), Sally Fraser (Leilani Jones), Gayle Kellogg (Carter), Alvy Moore ('Fins' Finsternis)

## Navy Corpsman
- Prima televisiva: 29 novembre 1955

### Trama
- Interpreti: Virginia Carroll (madre), Bobby Driscoll (Billy Sayres), Dick Foote (Louis), Gordon Gebert (Billy as a Boy), Dabbs Greer (Mr. Sayres), Henry Hunter (dottore), Robert Shayne (Marine General), Joel Smith (Marine)

## The Pentagon Story
- Prima televisiva: 6 dicembre 1955

### Trama
- Interpreti: Dan Barton (tenente John J. Koelsch), Nelson Leigh (capitano Gallery), Vernon Rich (comandante Wilson S. Billet), Kay Riehl (Mrs. Koelsch), Carleton Young (Assistant Secretary of Navy)

## The Pollywog of Yosu
- Prima televisiva: 13 dicembre 1955

### Trama
- Interpreti: Alan Hale Jr. (Beartracks), Tom Laughlin (McQueen), Britt Lomond (Garrigio), Jimmy Murphy (Charley Carter), Patrick Waltz (tenente Ackerman), Alan Wells (Goldberg)

## The Bishop of Bayfield
- Prima televisiva: 20 dicembre 1955

### Trama
- Interpreti: Hal Baylor (Eddie), Douglas Evans (Skipper), Willie Soo Hoo (Toy), Peter Whitney (Deacon Jones)

## Of Caution and Courage
- Prima televisiva: 27 dicembre 1955

### Trama
- Interpreti: Walter Sande

## The Bomb
- Prima televisiva: 3 gennaio 1956

### Trama
- Interpreti: Wally Cassell (Chief Malchman), Brad Morrow (Jonathan), Scotty Morrow (David), Howard Price (tenente Boyle), Ann Staunton (Mrs. Malchman)

## Dr. Van
- Prima televisiva: 10 gennaio 1956

### Trama
- Interpreti: John Archer (tenente Commander Vance Crawford), James Goodwin (Pete), Richard Loo (generale Hashimoto), Rollin Moriyama (Saki Joe), Wally Richard (Mike)

## Operation Typewriter
- Prima televisiva: 17 gennaio 1956

### Trama
- Interpreti: Philip Ahn (generale Chen), Raymond Bailey (ammiraglio Fenton), Jimmy Cross (Ed), Benson Fong (colonnello Huam), Frances Fong (Miss Ling), Jack Grinnage (Joe), Robert Stevenson (comandante), Les Tremayne (tenente Commander Forsythe)

## The Gimmick
- Prima televisiva: 24 gennaio 1956

### Trama
- Interpreti: Richard Benedict (Angie), William Boyett (Harris), George Eldredge (capitano), Morgan Jones (The Pilot), William Swan (tenente Appleton)

## Demos the Grik
- Prima televisiva: 31 gennaio 1956

### Trama
- Interpreti: Holly Bane, Trevor Bardette (Mr. Stamus), John Bleifer, Robert Carson (narratore), George Conrad (Demos), Joseph Corey (Joe Fanelli), Herbert Ellis (tenente), Jeanne Gerson (Mrs. Stamus), Jean Howell (Mrs. Appleton), Hanna Landy (Rose), David Leonard, William Tracy (Red Feeney), Reba Waters

## Little More Than a Brother
- Prima televisiva: 7 febbraio 1956

### Trama
- Interpreti: Dan Barton (ufficiale), Robert Carson (narratore), Craig Hill (ufficiale), Donald Murphy (tenente W.T. Dorr), Jerry Paris (Joe Gish)

## Lunger at Kunsan
- Prima televisiva: 14 febbraio 1956

### Trama
- Interpreti: Philip Bourneuf (comandante William Dickson), Lyle Latell (Air Officer), Kenneth MacDonald (ammiraglio), Stafford Repp (Daniel Adler), Janet Stewart (tecnico)

## Web Feet
- Prima televisiva: 21 febbraio 1956

### Trama
- Interpreti: David Balfour (tenente Wilson), Robert Carson (narratore), John Close, Phyllis Coates (Marge), Jonathan Haze, Thomas Browne Henry, Nancy Kulp, Richard Peel, Max Showalter (tenente Sloane), Lyle Talbot (capitano Morgan), Aline Towne (Miss Harris), Stuart Whitman

## The Helium Umbrella
- Prima televisiva: 28 febbraio 1956

### Trama
- Interpreti: Peter Bourne (Kurt Hauser), Robert Carson (narratore), Tommy Cook (Tommy Jones), Robert Crosson (Eric Hauser), Fred Essler, James Flavin (ammiraglio), John Gallaudet (capitano Haggerty), Paul McGuire, Ivan Triesault, Billy Wayne

## Ninety Day Wonder
- Prima televisiva: 6 marzo 1956

### Trama
- Interpreti: Don Devlin (Bob Levine), Ron Hagerthy (Johnny Fletcher), William Henry (tenente Cmdr. Tatum), Russell Hicks (ammiraglio Stevens), Ben Welden (Chief)

## The Fatal Crest
- Prima televisiva: 13 marzo 1956

### Trama
- Interpreti: Virginia Hale (tenente Commander Cartwright), Arthur Hanson (tenente Curtis), Nelson Leigh (capitano Gray), Liam Sullivan (tenente Weaver)

## Not a Leg to Stand On
- Prima televisiva: 27 marzo 1956

### Trama
- Interpreti: Morris Ankrum (capitano Canty), Veda Ann Borg (infermiera Griffin), John Bryant (tenente Robbins), Harry Landers (Ben Katz), Natalie Norwick (Sally)

## Men from Mars
- Prima televisiva: 3 aprile 1956

### Trama
- Interpreti: Willis Bouchey (ammiraglio Stover), Frank Jenks ('Polly' Prelle), Douglas Kennedy (Lt.; Cmdr. Boggs), John Pickard

## The First Shot
- Prima televisiva: 10 aprile 1956

### Trama
- Interpreti: Robert Boon (Hugo Brueckman), John Bradford (Brad), Robert Carson (narratore), Ross Evans, Britt Lomond (dirigente), Peter Miller (Murphy), Robert Nichols (Sandy), Herbert Rudley (tenente Commander John Harper), Ben Welden

## The Beachcomber
- Prima televisiva: 17 aprile 1956

### Trama
- Interpreti: Ted de Corsia (comandante Walker), Hugh Sanders (capitano Miller), Philip Tonge (ammiraglio Wakeman), Harry Tyler (Tom Jason)

## Get Back Somehow
- Prima televisiva: 24 aprile 1956

### Trama
- Interpreti: Stanley Clements (Steve Wagner), Francis De Sales (CIC Officer), Noel Drayton (Australian), Howard Price (Joe), Robert Shayne (comandante)

## Rock Breaks Scissors
- Prima televisiva: 1º maggio 1956

### Trama
- Interpreti: Joey Forman (Rocky), Ray Gordon (ammiraglio), Robert Keys (Executive Officer), James Seay (Skipper), Max Slaten (Sissors)

## The Don Frost
- Prima televisiva: 8 maggio 1956

### Trama
- Interpreti: Raymond Greenleaf (Secretary of Navy), William Henry (Skipper), Wilfred Knapp (capitano A.C. Crawford), Jerry Mickelsen (Don Frost)

## Bucket of Sand
- Prima televisiva: 15 maggio 1956

### Trama
- Interpreti: Ray Boyle, Sue Carlton (Eleanor King), Robert Carson (narratore), Anthony Eustrel (capitano Lord Mountport), William Hunt, Tom Laughlin (ensign Fred Scot), Kenneth MacDonald (capitano), Keith McConnell (Commando Major), Grant Scott, Lomax Study

## Sacrifice
- Prima televisiva: 22 maggio 1956

### Trama
- Interpreti: Sue Carlton, Leonard Nimoy (Steve Henderson), John Phillips (Operations Officer), Sherwood Price (Russ Carter), Phil Tead (ammiraglio Mitscher), William Tracy (Joe Williams), Carleton Young (Chief of Staff)

## Night Landing
- Prima televisiva: 29 maggio 1956

### Trama
- Interpreti: Paul Bryar (Whitey), Paul Langton (Tim Lansing), Danni Sue Nolan (Wendy Hilliard), Herbert Patterson (Stoker), Bing Russell (Bob Harris)

## The Plebe
- Prima televisiva: 5 giugno 1956

### Trama
- Interpreti: William Hayden (Lennie), Kurt Katch (Jan Polachek), Jack Larson (John Crawford), Hank Patterson (Pop Foley), Richard Tyler (Jim), John Wilder (Steve Polachek)

## The Long Weekend
- Prima televisiva: 12 giugno 1956

### Trama
- Interpreti: Ed Kemmer (tenente George Griffin), Gregory Walcott (Jack Franklin), Dorothy Green (Susan Griffin), Peter Adams (Lieutrenant Commander Kenneth Lawson), Steve Pendleton (Bill Mathison), Bradford Jackson (Ed Wakefield), Howard Wendell (contrammiraglio Porter), James Parnell (maggiore Lane), Charles Carpenter (Alan), Robert Carson (narratore, voce)

## LST-999
- Prima televisiva: 19 giugno 1956

### Trama
- Interpreti: Rodney Bell (Chief), Michael Emmet (tenente), Carl Milletaire (Executive)